# Landis (Carolina del Nord)
Landis è una città degli Stati Uniti d'America situata nella Carolina del Nord, nella Contea di Rowan.